# 6832 Kawabata
6832 Kawabata è un asteroide della fascia principale. Scoperto nel 1992, presenta un'orbita caratterizzata da un semiasse maggiore pari a 3,2085646 UA e da un'eccentricità di 0,1590626, inclinata di 1,91224° rispetto all'eclittica.